# Округ Арапахо (Колорадо)
Округ Арапахо (енгл. Arapahoe County) је округ у америчкој савезној држави Колорадо. По попису из 2010. године број становника је 572.003. Седиште округа је град Литлтон.

## Демографија
Према попису становништва из 2010. у округу је живело 572.003 становника, што је 84.036 (17,2%) становника више него 2000. године.
| Група             | 2000.           | 2010.           |
| Белци             | 360.744 (73,9%) | 361.747 (63,2%) |
| Афроамериканци    | 37.428 (7,7%)   | 58.107 (10,2%)  |
| Азијати           | 19.259 (3,9%)   | 29.077 (5,1%)   |
| Хиспаноамериканци | 57.612 (11,8%)  | 105.522 (18,4%) |
| Укупно            | 487.967         | 572.003         |